# Callionymus io
Callionymus io är en fiskart som beskrevs av Fricke, 1983. Callionymus io ingår i släktet Callionymus och familjen sjökocksfiskar. Inga underarter finns listade.